# Funky Cold Medina
Funky Cold Medina ist ein Lied des US-amerikanischen Hip-Hop-Musikers Tone Lōc. Es wurde 1989 veröffentlicht.

## Hintergrund
Das Stück war von Young MC, Matt Dike und Michael Ross geschrieben worden, Ross und Dike produzierten auch die Aufnahme von Tone Lōc. Für das Lied waren Samples folgender Stücke anderer Musiker genutzt worden: (I Can’t Get No) Satisfaction (The Rolling Stones), Hot Blooded (Foreigner), Christine Sixteen (Kiss), All Right Now (Free), You Ain’t Seen Nothing Yet (Bachman-Turner Overdrive) und Jamie’s Cryin (Van Halen). Es wurde am 21. März 1989 als zweite Single aus dem Album Lōc’ed After Dark ausgekoppelt.

## Rezeption
Funky Cold Medina erreichte in Deutschland Platz 7 der Musikcharts, Platz 13 der britischen Charts sowie Platz 3 der Billboard Hot 100. Es wurde 1990 für den Grammy Award for Best Rap Performance nominiert, gewann die Auszeichnung jedoch nicht.
In der Fernsehserie Brooklyn Nine-Nine wird der Song mehrfach zitiert.